# Norman Blackwell
Pour les articles homonymes, voir Blackwell.
 (juillet 2021).
Norman Roy Blackwell, baron Blackwell (né le 29 juillet 1952) est un homme d'affaires britannique fonctionnaire, et homme politique conservateur.

## Jeunesse
Fils d'Albert et de Frances Blackwell il fait ses études à Latymer Upper School  et en tant que Junior Exhibitioner à la Royal Academy of Music de Londres, puis est diplômé du Trinity College de Cambridge avec un diplôme maîtrise ès arts en sciences naturelles en 1973. Il  poursuit ses études à la Wharton Business School de l'Université de Pennsylvanie où il obtient une maîtrise en administration des affaires en 1975 , puis en 1976 un doctorat en philosophie  en finance et économie.

## Carrière professionnelle
Après avoir quitté le monde universitaire, Norman commence à travailler en 1976 avec The Plessey Company, une société internationale d'électronique, de défense et de télécommunications basée au Royaume-Uni, où il s'occupe de planification stratégique. En 1978, il rejoint McKinsey & Company, une société mondiale de conseil en gestion d'où, en 1986, il est détaché pour travailler, jusqu'en 1987, pour le gouvernement conservateur du Royaume-Uni. De retour chez McKinsey, Blackwell est nommé associé en 1984 et il reste dans l'entreprise jusqu'en 1995, date à laquelle commence une deuxième période de travail pour un gouvernement conservateur britannique. A la défaite de cette administration aux élections générales de 1997, il retourne dans le secteur privé à la National Westminster Bank comme directeur du développement du groupe entre 1997 et 2000. En 2000, il commence une carrière d'administrateur non exécutif et conseiller auprès d'un certain nombre de sociétés cotées en bourse.
Il est administrateur non exécutif de Lloyds Banking Group plc et de Lloyds Bank Plc depuis le 1er juin 2012 et président depuis avril 2014. Il est nommé président de Scottish Widows Group Ltd (filiale d'assurance de Lloyds Banking Group plc) et de Scottish Widows plc le 1er septembre 2012, et démissionne en devenant président de la société mère Lloyds Banking Group le 3 avril 2014.
Il est nommé président d'Interserve plc, un groupe mondial de services de soutien le 1er janvier 2006, ayant initialement rejoint le conseil en septembre 2005,,. Après neuf ans de présidence d'Interserve, Lord Blackwell part début 2016 et est remplacé par Glyn Barker.
Il est administrateur non exécutif de Halma plc, qui fournit des technologies spécialisées pour la sécurité, la santé et la protection de l'environnement) de 2010 à 2014, et est remplacé par Paul Walker.
Blackwell est conseiller spécial de KPMG, au sein de la division du financement des entreprises, entre 2000 et 2008.
Il est directeur non exécutif indépendant senior de Corporate Services Group Plc, une agence de recrutement et d'emploi, de décembre 2000 à juin 2006, et directeur non exécutif de Dixons Group, un détaillant d'électronique grand public, de 2000 à 2003. Il est nommé administrateur non exécutif de SEGRO Plc, une société d'investissement et de développement immobilier devenue par la suite une société de placement immobilier (REIT), du 1er avril 2001 au 29 avril 2010  et administrateur principal indépendant à partir de 2005. Il est aussi président non exécutif de Smartstream Technologies Ltd, une entreprise de gestion de transactions financières, en 2001, poste qu'il occupe jusqu'en 2005. Il est administrateur non exécutif de Standard Life du 6 juin 2003 au 25 mai 2012 et administrateur senior indépendant de 2008 à mai 2012.

## Carrière politique
De 1986 à 1987, Norman Blackwell est membre de l'Unité des politiques du premier ministre Margaret Thatcher. Il retourne au 10 Downing Street comme chef de l'Unité de politique du Premier ministre sous le gouvernement de John Major de 1995 à 1997  où il coordonne le développement de la politique intérieure dans les départements gouvernementaux.
Le 2 octobre 1997, il est créé pair à vie sous le titre de baron Blackwell, de Woodcote dans le comté de Surrey dans le cadre des honneurs de Démission du premier ministre. Il siège à la Chambre des lords avec les conservateurs,.
En 1983, Blackwell co-écrit une brochure pour le Bow Group le plus ancien Think tank conservateur du Royaume-Uni. De 2000 à 2012, il est membre non exécutif du conseil d'administration du Think tank britannique de centre-droit le Center for Policy Studies (CPS), libéral. Bien qu'identifié comme non partisan, le Centre a des liens historiques forts avec le Parti conservateur. Il est président du CPS entre 2000 et 2009.
Norman Blackwell est nommé membre non exécutif du conseil d'administration de l'Ofcom, initialement pour une durée de trois ans, à compter du 1er septembre 2009,,,. Il est reconduit dans ses fonctions pour un deuxième mandat de trois ans, mais démissionne en 2014,.
Norman Blackwell est membre non exécutif du conseil d'administration de l'Office of Fair Trading (OFT) à partir du 1er avril 2003 , initialement pour un mandat de cinq ans, qui est prolongé jusqu'au 31 mars 2010.
Lord Blackwell est commissaire de Postcomm, la Commission des services postaux, un département non ministériel du gouvernement du Royaume-Uni chargé de superviser la qualité et le service universel de la poste au Royaume-Uni. Postcomm fusionne avec le régulateur des communications, l'Ofcom le 1er octobre 2011.

## Vie personnelle
Il épouse Brenda Clucas, fille de Thomas Walter Clucas, le 22 juin 1974. Ils ont trois fils et deux filles : Jane, Simon, Sarah, Richard et William . Il est administrateur de la Royal Academy of Music.

## Publications
Lord Blackwell a publié les brochures de politique publique suivantes :
- Norman Roy. Blackwell, Look Back from the Future : A radical path to growth and prosperity in the 21st century, 57 Tufton Street, London SW1P 3QL, Centre for Policy Studies, 2011 (ISBN 978-1-906996-39-0, lire en ligne)
- Norman Roy. Blackwell, A Blueprint for Renegotiating The UK's EU Relationship, 57 Tufton Street, London SW1P 3QL, Global Vision Research Paper, 2009 (lire en ligne)
- Norman Roy. Blackwell, Three Cheers for Selection : How grammar schools help the poor, 57 Tufton Street, London SW1P 3QL, Centre for Policy Studies, 2006 (ISBN 1905389418, lire en ligne)
- Norman Roy. Blackwell, From Principle to Policy: What an alternative manifesto should say. (with Ruth Lea), 57 Tufton Street, London SW1P 3QL, Centre for Policy Studies, 2006 (ISBN 190538937X, lire en ligne)
- Norman Roy. Blackwell, Sleepwalking into an EU Legal System: How the Charter of Fundamental Rights is Being Incorporated Into British Law, 57 Tufton Street, London SW1P 3QL, Centre for Policy Studies, 2006 (ISBN 1905389248, lire en ligne)
- Norman Roy. Blackwell, Take poor families out of tax!, 57 Tufton Street, London SW1P 3QL, Centre for Policy Studies, 2005 (ISBN 1905389140, lire en ligne)
- Norman Roy. Blackwell, Why Britain Can't Afford Not to Cut Taxes: Five Tax Cuts to Make Now, 57 Tufton Street, London SW1P 3QL, Centre for Policy Studies, 2004 (ISBN 1903219817, lire en ligne)
- Norman Roy. Blackwell, Better Schools and Hospitals : Why parent and patient choice will work, 57 Tufton Street, London SW1P 3QL, Centre for Policy Studies, 2004 (ISBN 1903219752, lire en ligne)
- Norman Roy. Blackwell, What if we say no to the EU Constitution?, 57 Tufton Street, London SW1P 3QL, Centre for Policy Studies, 2004 (ISBN 190321971X, lire en ligne)
- Norman Roy. Blackwell, Freedom and Responsibility: a manifesto for a smaller state, a bolder nation, 57 Tufton Street, London SW1P 3QL, Centre for Policy Studies, 2003 (ISBN 1903219590, lire en ligne)
- Norman Roy. Blackwell, A Defining Moment? A review of the issues and options for Britain arising from the Convention on the Future of Europe, 57 Tufton Street, London SW1P 3QL, Centre for Policy Studies, 2003 (ISBN 1903219531, lire en ligne)
- Norman Roy. Blackwell, Better Healthcare for All : Replacing the NHS monopoly with patient choice. (with Daniel Kruger), 57 Tufton Street, London SW1P 3QL, Centre for Policy Studies, 2002 (ISBN 1903219434, lire en ligne)
- Norman Roy. Blackwell, Funding the Basic State Pension : Report of the Independent Panel on Pension Reform. Chairman: Lord Blackwell, 57 Tufton Street, London SW1P 3QL, Centre for Policy Studies, 2001 (ISBN 1903219264, lire en ligne)
- Norman Roy. Blackwell, Towards Smaller Government: the second wave of the revolution, 57 Tufton Street, London SW1P 3QL, Centre for Policy Studies, 2001 (ISBN 1903219302, lire en ligne)
- Norman Roy. Blackwell, Beyond Minis: Improving Public Sector Efficiency and Effectiveness : the Next Steps. (with Tim Eggar), 240 High Holborn, London WC1V 1DT, Bow Group, 1983 (lire en ligne)